# دج دادخدا
دج دادخدا (بالفارسية: دج دادخدا) هي قرية تقع في البلدة المركزية في إيران. يقدر عدد سكانها بـ 107 نسمة بحسب إحصاء 2016.